# Dridma Rivas Sófbol Club
Dridma Rivas Sófbol Club es un club de sófbol de Rivas-Vaciamadrid, Comunidad de Madrid (España).

## Historia
Fue fundado el 17 de octubre de 1987 como Dridma Sófbol Club en Madrid, e inscrito en el Registro de Entidades Deportivas de la Comunidad de Madrid el 15 de abril de 1988, con el número 489. 
En 1988 gana el Campeonato de España y en 1989 y 1990 la competición sucesora del Campeonato de España, la Liga Nacional de Sófbol Femenino División de Honor.
En 1991 sus jugadoras pasaron a jugar en el Club de Béisbol y Sófbol de Rivas-Vaciamadrid, hasta que el 30 de enero de 2006 se reanuda la actividad del club, trasladándose a Rivas-Vaciamadrid con la denominación de Dridma Rivas Sófbol Club.